# Gliese 752
Désignations
Gliese 752 est une étoile binaire de la constellation de l'Aigle. Ce système est relativement proche, situé à une distance d'environ ∼ 19 a.l. (∼ 5,83 pc).
Le système de Gliese 752 se compose de deux étoiles de type spectral M. L'étoile primaire est de magnitude 9 et l'étoile secondaire est de magnitude 17. Cette paire stellaire est séparée par environ 74 secondes d'arc (~434 UA). Ce système est également connu pour son mouvement propre élevé d'environ 1 seconde d'arc par an. Le composant primaire possède une exoplanète connue.
Le nom et le numéro proviennent du catalogue Gliese, publié par l'astronome allemand Wilhelm Gliese en 1969.

## Dynamique intérieure
Avant l'observation de Gliese 752 par le télescope spatial Hubble, les astronomes pensaient que les champs magnétiques dans les étoiles nécessitaient le même processus de dynamo qui crée des champs magnétiques du Soleil. Dans le modèle solaire classique, la chaleur générée par la fusion nucléaire au centre de l'étoile s'échappe par une zone radiative juste à l'extérieur du noyau. La chaleur se déplace du noyau radiatif à la surface de l'étoile à travers une zone de convection. Dans cette région, la chaleur bouillonne à la surface par des mouvements similaires à l'ébulition dans une casserole d'eau.
Les dynamos, qui accélèrent les électrons pour créer des forces magnétiques, fonctionnent lorsque l'intérieur d'une étoile tourne plus vite que sa surface. Des études récentes sur le Soleil indiquent que sa zone de convection tourne à peu près à la même vitesse à toutes les profondeurs. Cela signifie que la dynamo solaire doit fonctionner dans le noyau radiatif en rotation plus rapide en dessous de zone convective.

## Caractéristiques de Gliese 752 A
L'étoile primaire est une naine rouge de type spectral M2.5 avec environ la moitié de la taille et de la masse du Soleil et considérablement plus froide à 3 354 K. Cette étoile a été observée pour la première fois comme étant un étoile à mouvement propre élevé par l'astronome allemand Max Wolf avec son utilisation pionnière l'astrophotographie. Il a ajouté cette étoile à son vaste catalogue d'étoiles en 1919. C'est une étoile variable avec la désignation d'étoiles variables V1428 Aquilae. C'est une étoile variable de type BY Draconis sujette à des éruptions,.

## Système planétaire
En août 2018, un groupe de scientifiques utilisant des mesures prises à partir du spectrographe CARMENES, sur l'observatoire de Calar Alto situé en Espagne, a annoncé avoir détecté une exoplanète en orbite autour de Gliese 752 A. Les mesures indiquaient la présence d'une planète d'une masse minimale comparable à Neptune sur une orbite située en partie dans la zone habitable.
| Planète       | Masse     | Demi-grand axe (ua) | Période orbitale (jours) | Excentricité | Inclinaison | Rayon |
| ------------- | --------- | ------------------- | ------------------------ | ------------ | ----------- | ----- |
| Gliese 752 Ab | 12,204 M🜨 | 0,335 7             | 105,91                   | 0,16         |             |       |

## Caractéristiques de Gliese 752 B
Gliese 752 n'était pas connue pour être une étoile binaire jusqu'à la découverte d'une petite étoile secondaire faible par George Van Biesbroeck en 1944. Cette étoile est identifiée comme VB 10 dans le catalogue Van Biesbroeck (en). Cette étoile est remarquable pour sa masse très faible. À 0,08 M☉, elle est proche de la limite inférieure de masse pour une étoile. Elle est également assez petite à 10 % du rayon solaire.
C'est une naine rouge avec un type spectral M8V. Cette étoile est également connue pour sa luminosité très faible, avec une magnitude absolue de près de 19, en raison de sa température de surface très froide de seulement 2 600 K. C'est une étoile variable avec la désignation d'étoiles variables V1428 Aquilae. Cette étoile est une étoile variable de type UV Ceti, également sujette à des éruptives. Elle partage le grand mouvement propre, ainsi que la tendance à l'éruption, avec l'étoile primaire.
En 2009, la découverte de l'exoplanète, VB 10b, a été annoncée en orbite autour de cette étoile. Cependant, une étude spectrographique ultérieure n'a pas réussi à confirmer la présence de grandes planètes en orbite de l'étoile.